# La città morta
La città morta è una tragedia in cinque atti composta nel 1896 da Gabriele D'Annunzio.
La prima assoluta della tragedia andò in scena nel gennaio 1898 a Parigi, con Sarah Bernhardt nel ruolo di Anna, in una traduzione francese – non sono conosciuti editore e traduttore – dell'originale testo italiano. La prima italiana avvenne invece al Teatro Lirico di Milano il 21 marzo 1901 e la protagonista femminile fu interpretata da Eleonora Duse.

## Composizione
D'Annunzio si interessò sin dalle sue prime opere al genere teatrale: suggestioni gli furono date dalla lettura dai testi di filosofi come Nietzsche (in particolare La nascita della tragedia) e drammaturghi come Ibsen e Maeterlinck, oltre che dalla frequentazione con l'attrice Eleonora Duse. L'antitesi apparente tra le due concezioni di teatro allora predominanti, quella dalla rappresentazione fastosa all'insegna del superuomo e la crudezza spoglia del teatro nordico che pone al centro le debolezze umane, ha fatto scaturire in D'Annunzio il desiderio di sperimentare nuove forme che recuperassero e rigenerassero il modello antico della tragedia greca.
Inoltre, l'idea dell'ambientazione greca nacque in seguito al viaggio in Grecia dal poeta effettuato con Edoardo Scarfoglio nel 1895, e si inserisce in quel clima di crescente interesse verso l'archeologia di fine XIX secolo dovuto alla scoperta della città di Troia da parte di Heinrich Schliemann.
Al momento della stesura di La città morta, D'Annunzio si era già occupato della realizzazione di due opere di carattere tragico, i cosiddetti Sogni (Sogno d'un mattino di primavera e Sogno d'un tramonto d'autunno), ma soprattutto era intento all'ideazione e alla composizione del suo romanzo Il fuoco, come egli stesso informa in una lettera del 1896. Romanzo considerato il più complesso e ambizioso dell'opera dell'autore pescarese, Il fuoco – pubblicato poi da Treves nel 1900 – può anche essere letto come una specie di resoconto e testimonianza del desiderio e volontà di confrontarsi con il genere del teatro: i personaggi del romanzo e della tragedia La città morta sono infatti accomunati da numerose affinità e corrispondenze, così come numerose sono le reciproche citazioni.

## Trama
Alessandro, poeta e scrittore, ha seguito il migliore amico Leonardo, cultore di archeologia, in un'esplorazione in Argolide, al fine di scavare e recuperare gli antichi tesori della perduta città di Micene. Alessandro è accompagnato dalla moglie Anna, rimasta cieca a seguito di un trauma che ha subito in giovane età, mentre Leonardo dalla sorella Bianca Maria. Leonardo passa le intere giornate a scavare fuori dalla casa dove i quattro, insieme alla nutrice, alloggiano ormai da tempo, in preda a furore e smanie che pare lo stiano conducendo alla pazzia. Tra Alessandro e Bianca Maria, però, nasce un amore taciuto: ambedue non trovano il coraggio di dichiararsi perché pietosi della sfortunata Anna, la quale pur non vedente avverte il turbamento dei due fino ad arrivare a comprendere la verità, senza tuttavia provare rabbia o rancore.
Anche Leonardo tuttavia è tormentato da un'angoscia profonda: anche egli è innamorato di Bianca Maria e l'ossessione per questo desiderio incestuoso lo ha portato alla disperazione. Anna avverte questa disperazione, ma è convinta che sia dovuta al fatto che anche egli sia a conoscenza dell'interesse tra Alessandro e Bianca Maria; decide quindi di comunicargli di essere al corrente della situazione e che non c'è nulla di cui preoccuparsi. Leonardo, che non era a conoscenza dell'amore tra sua sorella e il suo migliore amico, viene colto dalla follia e, durante un'uscita con Bianca Maria presso la fonte Perseia, l'annega per mantenere intatta la sua purezza. 
Viene scoperto da Alessandro e mentre i due stanno spostando il corpo della giovane, sopraggiunge Anna che, recuperando improvvisamente la vista, lancia un grido.